# Нидершлетенбах
Нидершлетенбах (њем. Niederschlettenbach) општина је у њемачкој савезној држави Рајна-Палатинат. Једно је од 84 општинска средишта округа Југозападни Палатинат. Према процјени из 2010. у општини је живјело 321 становника. Посједује регионалну шифру (AGS) 7340033.

## Географски и демографски подаци
Нидершлетенбах се налази у савезној држави Рајна-Палатинат у округу Југозападни Палатинат. Општина се налази на надморској висини од 203 метра. Површина општине износи 7,6 km². У самом мјесту је, према процјени из 2010. године, живјело 321 становника. Просјечна густина становништва износи 42 становника/km².